# Enquanto me beija
Enquanto me beija è un singolo del cantante brasiliano Jão, pubblicato il 8 ottobre 2019 come primo estratto dal secondo album in studio Anti-herói.

## Pubblicazione
L'artista ha anticipato il brano durante il 7 ottobre 2019 pubblicando diversi snippet attraverso i suoi canali social.

## Promozione
Jão ha eseguito la canzone in varie occasioni: per la prima volta in televisione al Encontro com Fátima Bernardes il 11 dicembre 2019.

## Formazione
- Jão – voce, produzione
- Paul Ralphes – produzione